# Crassula lasiantha
Crassula lasiantha là một loài thực vật có hoa trong họ Crassulaceae. Loài này được E.Mey. ex Harv. miêu tả khoa học đầu tiên năm 1862.